# Sižje
Sižje är en ort i Bosnien och Hercegovina.   Den ligger i entiteten Federationen Bosnien och Hercegovina, i den centrala delen av landet, 80 km norr om huvudstaden Sarajevo. Sižje ligger 222 meter över havet och antalet invånare är 338.
Terrängen runt Sižje är kuperad åt nordväst, men åt sydost är den platt. Runt Sižje är det ganska tätbefolkat, med 93 invånare per kvadratkilometer.. Närmaste större samhälle är Tuzla, 18,8 km öster om Sižje. 
Omgivningarna runt Sižje är en mosaik av jordbruksmark och naturlig växtlighet.